# 1570-ті

## Події
- У квітні-вересні 1572 року в Перу відбулася війна між іспанськими колонізаторами та останнім правителем інків, яка призвела до повного розгрому інкської держави.
- 24 серпня 1572 року в Парижі відбулася Варфоломіївська ніч, під час якої були вбиті тисячі протестантів-гугенотів.
- Експансія Іспанії на Філіппіни призвела до іспансько-брунейської війни, яка в 1578 році призвела до тимчасової окупації Брунею іспанським експедиційним корпусом[1].
- 1577—1578 — напади кримських татар на Україну;
- У грудні 1577 року Френсіс Дрейк розпочав своє трирічне плавання, яке стало другою навколосвітньою експедицією.

## Монархи
- Королева Англії Єлизавета I.
- Московський цар Іван Грозний.
- До 1576 року імператор Священної Римської імперії Максиміліан II, пізніше — Рудольф II
- До 1572 року король Польщі — Сигізмунд II Август. У 1573—1574 королем був Генріх III Валуа. У 1576 королем був обраний Стефан Баторій.
- Король Іспанії Філіп II.

## Народились
- близько 1577 — Мелетій Смотрицький, український мовознавець;

## Померли
- 1571 — Бенвенуто Челліні, італійський художник і скульптор
- 1571 — Франческо I Медічі, великий герцог Тосканський
- 1572 — Тупак Амару, останній правитель інків
- 1574 — Карл IX Валуа, король Франції
- 1576 — Максиміліан II, імператор Священної Римської імперії
- 1577 — Девлет I Ґерай, кримський хан
- 1578 — Абдул Кахар, султан Брунею
- 1579 — Ян Ходкевич, польський магнат і політичний діяч